# يان أرفيسن
يان أرفيسن (بالنرويجية البوكمول: Jan Arvesen)‏ هو دبلوماسي نرويجي، ولد في 3 مارس 1931، وتوفي في 20 يوليو 2000.